# Peter J. Bowler
Peter J. Bowler é um historiador de biologia, autor de uma vasta obra na área de história do pensamento evolutivo, das ciências do ambiente e da história da genética. O seu livro publicado em 1984, Evolution: The History of an Idea é actualmente a obra de referência na história da evolução, tendo sido profundamente revisto em 2003. No seu livro The Eclipse of Darwinism: Anti-Darwinian Evolution Theories in the Decades Around 1900, descreve os desafios científicos e sociais ao Darwinismo que levariam a que muitos abandonassem a teoria durante a primeira parte do século XX.
Actualmente, tem-se debruçado sobre o desenvolvimento e consequências do Darwinismo, a história das ciências do ambiente, a relação entre ciência e religião, especialmente durante o século XX, e sobre a escrita científica popular. Tem sido um crítico voraz do criacionismo nos meios de comunicação social.